# Сэйкан
Тоннель Сэйкан (яп. 青函トンネル Сэйкан тоннэру, или 青函隧道 Сэйкан дзуйдо:) — японский двухпутный железнодорожный тоннель с совмещённой колеей общей длиной 53,85 км. Тоннель имеет подводный фрагмент длиной 23,3 км (тоннель опускается на глубину около 240 метров, на 100 метров ниже уровня морского дна), который пролегает под Сангарским проливом, соединяя префектуру Аомори на японском острове Хонсю и остров Хоккайдо — как часть линии Кайкё и Хоккайдо-синкансэна железнодорожной компании Хоккайдо. Открыт в марте 1988 года.

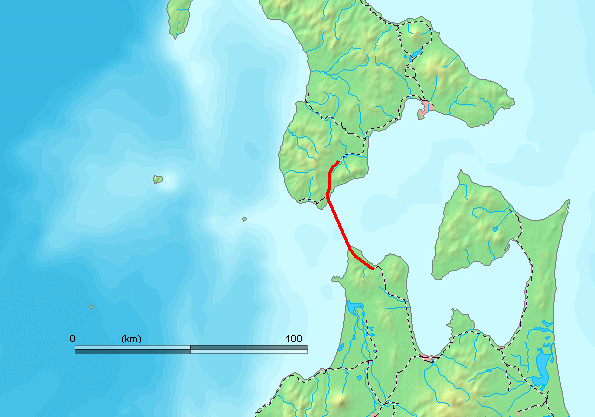
Карта тоннеля Сэйкан

Это самый глубоко залегающий под морским дном и второй по длине (после Готардского базисного тоннеля) железнодорожный тоннель в мире.
Название тоннеля «Сэйкан» (青函) собрано из первых кандзи названий городов, соединённых тоннелем — Аомори (青森) и Хакодате (函館) (в названиях городов кандзи читаются по кунному чтению, а в названии тоннеля — по онному чтению).
Сэйкан является вторым по времени сооружения подводным железнодорожным тоннелем в Японии и в мире, после тоннеля Каммон, соединяющего под проливом Каммон острова Хонсю и Кюсю.

## История и современность

Идея этого тоннеля родилась в 1939 году, потом выходила на повестку дня в 1946 году. В 1953 году целесообразность проекта была признана парламентом. Поводом к сооружению тоннеля стала крупномасштабная морская катастрофа, произошедшая в 1954 году в Сангарском проливе («Тоя Мару»): во время тайфуна затонули пять переполненных пассажирами паромов, курсировавших между островами, погибли около 1500 человек. Сразу после катастрофы начались изыскательские работы. В 1955 году правительство Японии, изучив мнения учёных и экспертов, пришло к выводу о возможности строительства.
В 1964 году было начато строительство наклонных стволов для уточнения геологических условий и разработки методов проходки тоннеля. Исследовательские работы были завершены в марте 1971 года.
Сооружение тоннеля было начато 28 сентября 1971 года. «Сэйкан» открыли для движения грузовых и пассажирских поездов 13 марта 1988 года. На всём протяжении был уложен бесстыковой путь. В работах по проходке тоннеля участвовало 17 ведущих строительных компаний Японии, численность персонала стройки достигала 5 тысяч человек. Затраты на сооружение тоннеля в ценах 1964—1988 годов составили 538,4 млрд иен (3,6 млрд долларов).
26 марта 2016 г. тоннель открыли для движения высокоскоростных поездов «Синкансэн», преодолевающих расстояние в 863 км между Токио и Хакодате на острове Хоккайдо за 4 часа и 2 минуты.
Замена паромной железнодорожной переправы на тоннель не остановила снижение пассажироперевозок железнодорожным транспортом на этом направлении: если в 1988 году тоннелем воспользовались свыше 3 млн пассажиров, то в 1999 — менее 2 млн. Причиной этого является конкуренция со стороны авиатранспорта: по состоянию на 2000 год, 90 % пассажирских перевозок между Хонсю и Хоккайдо были авиационными, а большинство проходящих через тоннель поездов (до 52 в сутки) были грузовыми. Объём грузовых перевозок достигал 5 млн тонн в год, что заметно превысило объём перевозок до открытия тоннеля. За 2012 год через тоннель проехало около 2 млн пассажиров.
Сэйкан был самым длинным железнодорожным тоннелем в мире. Этот рекорд был побит, когда в 2016 году был открыт для движения Готардский базисный тоннель.